# Baeotis
Baeotis är ett släkte av fjärilar. Baeotis ingår i familjen Riodinidae.

## Bildgalleri

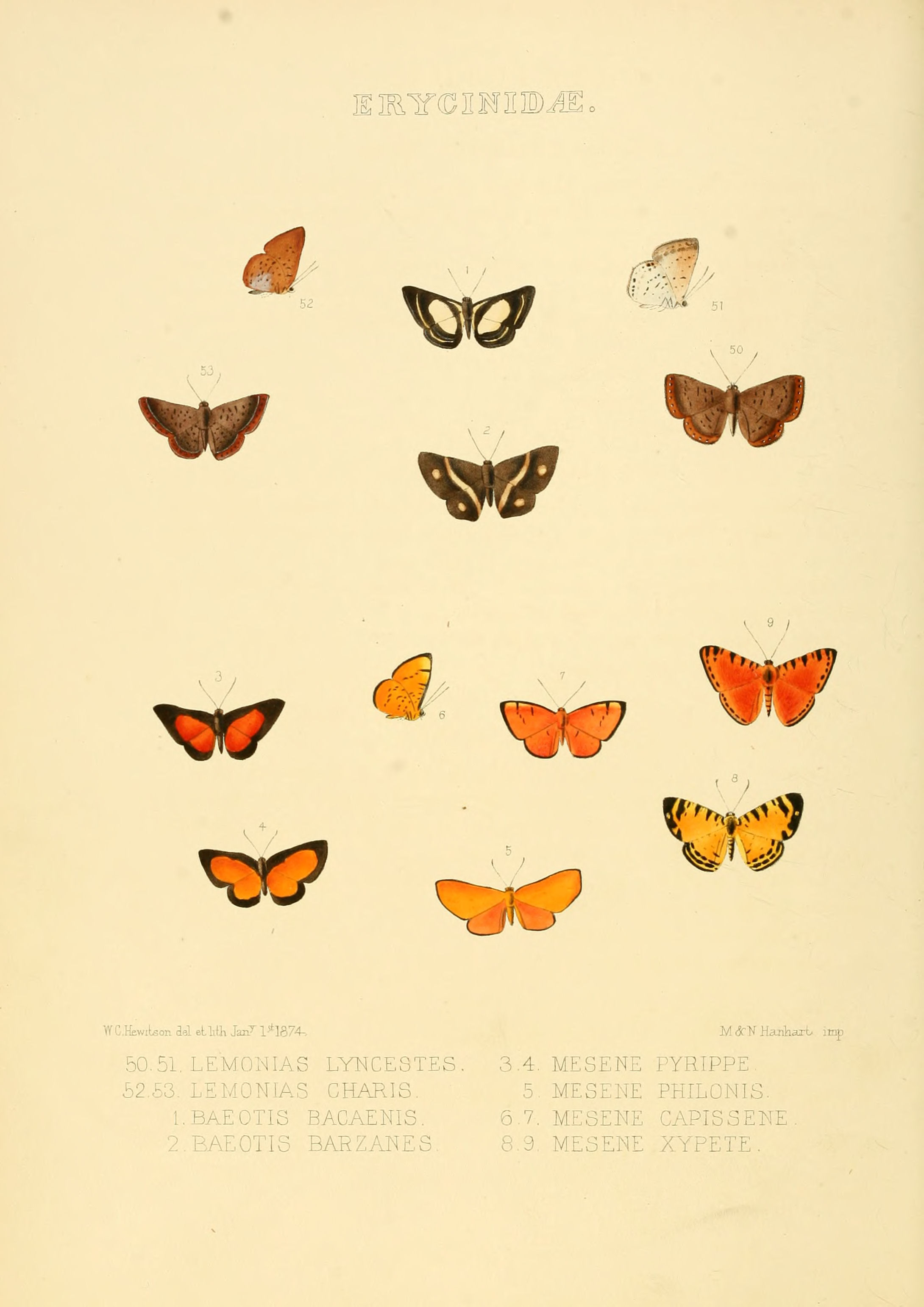
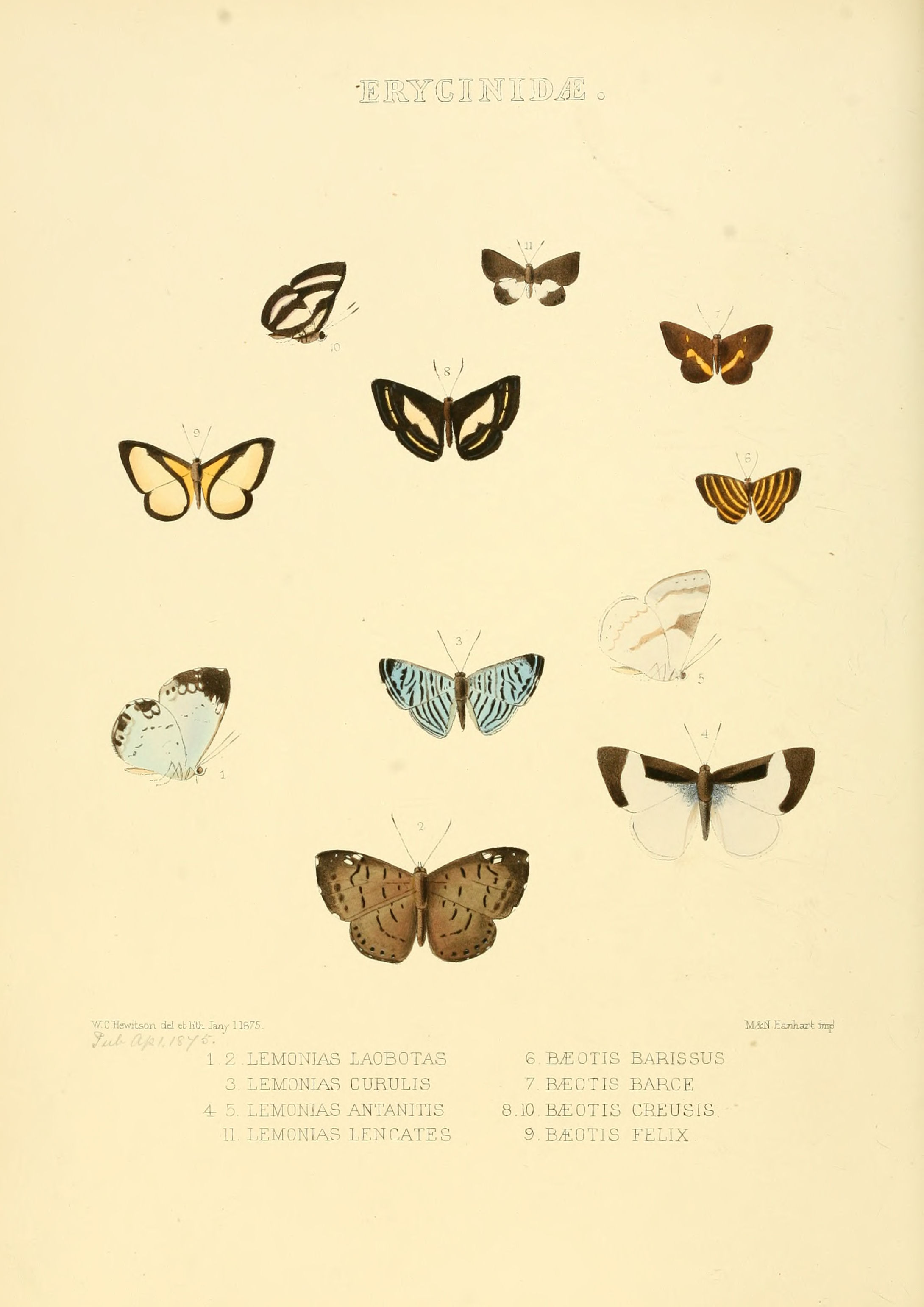
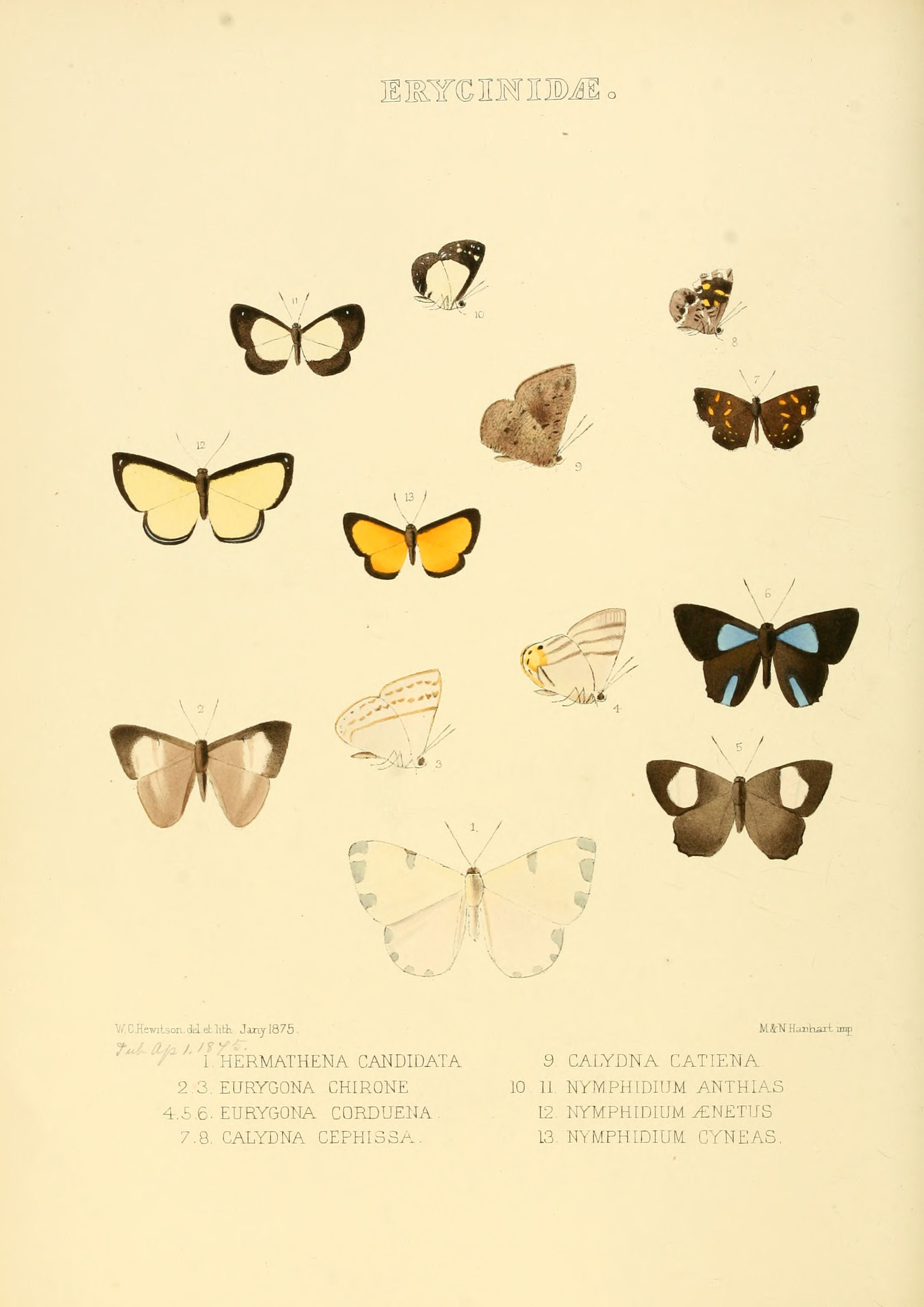
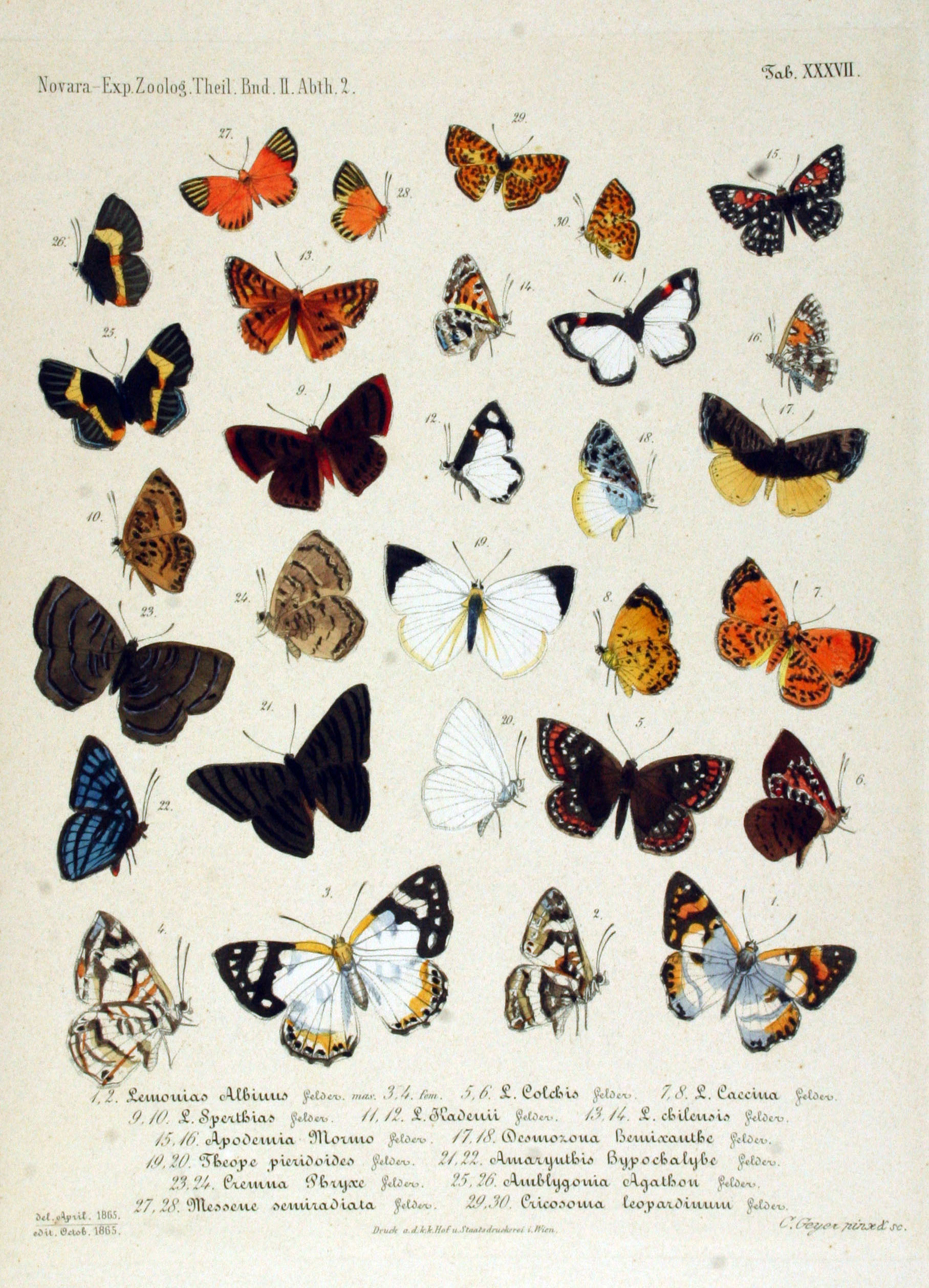

## Dottertaxa tillBaeotis, i alfabetisk ordning[1]
- Baeotis bacaenis
- Baeotis bacaenita
- Baeotis barce
- Baeotis capreolus
- Baeotis cearaica
- Baeotis choroniensis
- Baeotis citrina
- Baeotis creusina
- Baeotis creusis
- Baeotis critheis
- Baeotis dryades
- Baeotis elegantula
- Baeotis euprepes
- Baeotis expleta
- Baeotis felicissima
- Baeotis felix
- Baeotis hisbon
- Baeotis johannae
- Baeotis lamacus
- Baeotis libna
- Baeotis medea
- Baeotis melanis
- Baeotis meno
- Baeotis mesomedes
- Baeotis nesaea
- Baeotis orthotaenia
- Baeotis planina
- Baeotis prima
- Baeotis simbla
- Baeotis simblina
- Baeotis truncata
- Baeotis zonata